# کامیلو باتسونی
کامیلو باتسونی (ایتالیایی: Camillo Bazzoni؛ ‏ ۲۹ دسامبر ۱۹۳۴ – ۸ اکتبر ۲۰۲۰) کارگردان فیلم، فیلم‌نامه‌نویس و فیلم‌بردار اهل ایتالیا بود.
وی کارش را به‌عنوان تصویربردار و متصدی دوربین در دههٔ ۱۹۶۰ میلادی آغاز نمود. سپس از سال ۱۹۶۷ میلادی، به‌عنوان فیلم‌بردار با کارگردانانی چون لینا ورتمولر، ماریو مونیچلی، سالواتوره سامپری، ماسیمو ترویسی و فرانکو روسی همکاری داشت. وی همچنین در فیلم سرخ‌ها وارن بیتی متصدی دوربین دوم بود.
او برادر کوچکتر لوئیجی باتسونی و داماد ویتوریو استورارو بود.